# Botanophila bompadrei
Botanophila bompadrei är en tvåvingeart som först beskrevs av Mario Bezzi 1918.  Botanophila bompadrei ingår i släktet Botanophila och familjen blomsterflugor. Inga underarter finns listade i Catalogue of Life.